# Вицепремиер по европейските фондове и икономическата политика
Заместник министър-председателят по европейските фондове и икономическата политика е вицепремиер на България, член на правителството на Република България.
Длъжността е имала следните наименования:
- от 2010 до 2014 г.: министър по управление на средствата от Европейския съюз;
- 2014 г.: заместник министър-председател по управление на средствата от Европейския съюз;
- от 2014 до 2017 г.: заместник министър-председател по европейските фондове и икономическата политика[1].
- 2017 г.: заместник министър-председател по европейските фондове

## История
Ресорът обхваща само част от отговорностите на предишната длъжност министър по европейските въпроси, съществувала от 2002 до 2009 г.
На 18 март 2010 г. Народното събрание избира Томислав Дончев за министър по управление на средствата от Европейския съюз. Като министър без портфейл той не ръководи отделно министерство със свой бюджет (портфейл), а се обслужва от Министерството на финансите. Негова задача е усвояването на еврофондовете и преразпределението им по оперативни програми, сред които: „Регионално развитие“, „Развитие на конкурентоспособността на българската икономика“, „Транспорт“, „Околна среда“ и др.
Министерския пост наследява Илияна Цанова, която едновременно е и вицепремиер. През управлението на Пламен Орешарски (2013 – 2014) тази длъжност остава празна. През 2014 г. Илияна Цанова отново отговаря за ресора, но вече с длъжност заместник министър-председател по управление на средствата от Европейския съюз.
На 7 ноември 2014 г. Томислав Дончев е избран за заместник министър-председател по европейските фондове и икономическата политика, като е избран отделно вицепремиер по останалите въпроси на ЕС.

## Заемали длъжността
| № | Имена (роден)             | Начало на мандата | Край на мандата   | Продължителност (дни) | Партия или коалиция    | Правителство |
| --- | ------------------------- | ----------------- | ----------------- | --------------------- | ---------------------- | ------------ |
| министър по управление на средствата от Европейския съюз (от 2010 до 2014 г.)                                                                     |                           |                   |                   |                       |                        |              |
| 1 | Томислав Дончев (р. 1973) | 18 март 2010      | 13 март 2013      | 1091                  | ГЕРБ                   | Борисов 1    |
| 2 | Илияна Цанова (р. 1976)   | 13 март 2013      | 29 май 2013       | 77                    | независим              | Райков       |
| заместник министър-председател по управление на средствата от Европейския съюз (2014 г.)                                                          |                           |                   |                   |                       |                        |              |
| 3 | Илияна Цанова (р. 1976)   | 6 август 2014     | 7 ноември 2014    | 93                    | независим              | Близнашки    |
| заместник министър-председател по европейските фондове и икономическата политика (от 2014 до 2017 г.)                                             |                           |                   |                   |                       |                        |              |
| 4 | Томислав Дончев (р. 1973) | 7 ноември 2014    | 27 януари 2017    | 812                   | ГЕРБ                   | Борисов 2    |
| заместник министър-председател по европейските фондове (2017 г.)                                                                                  |                           |                   |                   |                       |                        |              |
| 5 | Малина Крумова (р. 1976)  | 27 януари 2017    | 4 май 2017        |                       | независим              | Герджиков    |
| заместник министър-председател по координация на европейските политики и отговарящ за подготовката на българското председателство на ЕС (2017 г.) |                           |                   |                   |                       |                        |              |
| 5 | Деница Златева (р. 1975)  | 27 януари 2017    | 4 май 2017        | 97                    | БСП                    | Герджиков    |
| министър за българското председателство на Съвета на Европейския съюз (от 2017 до 2018 г.)                                                        |                           |                   |                   |                       |                        |              |
| 6 | Лиляна Павлова (р. 1977)  | 4 май 2017        | 31 декември 2018  | 606                   | ГЕРБ                   | Борисов 3    |
| Заместник-министър-председател по управление на средствата от европейскитре фондове (от 2017 до 2021 г.)                                          |                           |                   |                   |                       |                        |              |
| 7 | Томислав Дончев (р. 1973) | 4 май 2017        | 12 май 2021       | 1469                  | ГЕРБ                   | Борисов 3    |
| Заместник-министър-председател по управление на средствата от европейскитре фондове ( 2021 г.)                                                    |                           |                   |                   |                       |                        |              |
| 8 | Атанас Пеканов (р. 1991)  | 12 май 2021       | 14 септември 2021 | 125                   | независим              | Янев 1       |
| Заместник-министър-председател по управление на средствата от европейскитре фондове ( 2021 г.)                                                    |                           |                   |                   |                       |                        |              |
| 9 | Атанас Пеканов (р. 1991)  | 14 септември 2021 | 13 декември 2021  | 90                    | независим              | Янев 2       |
| Заместник-министър-председател по управление на средствата от европейскитре фондове ( от 2021 до 2022г.)                                          |                           |                   |                   |                       |                        |              |
| 10 | Асен Василев (р. 1977)    | 13 декември 2021  | 2 август 2022     | 232                   | Продължаваме промяната | Петков       |
| Заместник-министър-председател по управление на средствата от европейскитре фондове ( 2022г.)                                                     |                           |                   |                   |                       |                        |              |
| 11 | Атанас Пеканов (р. 1991)  | 2 август 2022     | независим         | Донев                 |                        |              |

## Виж също
- Вицепремиер по общественият ред и сигурността
- Вицепремиер по земеделието,горите, околната среда и водите
- Вицепремиер по въпросите оръжейната търговия и военно-промишленият комплекс на България